# Anania occidentalis
Anania occidentalis is een vlinder van de familie van de grasmotten (Crambidae). De wetenschappelijke naam van deze soort is voor het eerst voorgesteld als Proteurrhypara occidentalis door Eugene Gordon Munroe en Akira Mutuura in een publicatie uit 1969.
De soort komt voor in China (Yunnan).